# 休眠口座
休眠口座（きゅうみんこうざ）とは、一般に、金融機関に預金として預け入れたまま、長期間その口座へ預金者側から入出金などの取引が行われなくなり、金融機関側から預金者への連絡も取れなくなった状態の預金口座のことである。その預金を指して休眠預金、睡眠預金とも言う。
日本では一定の手続き後に銀行において利益計上されているが、諸外国においては預金者保護を目的とした一元管理がなされている。さらに諸外国における近年の例では休眠預金を原資とした融資や投資などによる再生活用にまで踏み込んでいる。

## 預貯金の法的性格 (日本)

### 預貯金の消滅時効
預貯金は基本的に、金融機関等に金銭を消費寄託（民法666条）することにより生じる金銭債権である。
債権の消滅時効は一般に10年（民法167条）であるが、商事債権は5年の短期消滅時効が規定（商法522条）されている。法人などの預貯金は5年で消滅時効に掛かる事となる（商法503条、会社法5条）。いっぽう、個人など法人等以外の預貯金については、金融機関が銀行の場合には5年（商法502条1項8号）、信用金庫、信用組合など銀行以外の場合には10年（民167）となる。

### 消滅時効の起算点および中断
消滅時効は、権利を行使することができる時から進行する（民法166条1項）。預貯金の場合、消費寄託（民666）である事から、普通預金（通常貯金）については預け入れの時から、定期預金（定期性貯金）についてはその満期のときから進行する。
自動継続定期預金の時効起算点について銀行と預金者との間で争いとなり、自動継続の停止条件が別に定められていない限り、預金者が銀行に対し自動継続停止を申し入れた以降に到来する満期の日が時効起算点になるとした判例がある（確定）。
消滅時効も時効中断効が及び、(1)裁判上の請求、(2)差押え、仮差押え又は仮処分、(3)承認により時効進行は中断する（民法147条）。預貯金の払戻請求（引き落とし）はもちろんの事、通帳への利息の記入あるいは利息計算書の交付なども民147の承認の効果があるとするのが通説である。
債権の時効消滅の効果は、援用権者が援用しなければ成立しない（民法145条、確定判例）。よって、金融機関等が「この預金は消滅時効によって権利が消滅している」として争わない限り、預貯金債権が当然に消滅時効によって権利消滅する事はない。

## 休眠口座に係る実務 (日本)

### 金融機関の預金の場合
ここで言う「金融機関の預金」とは次のものを言う。
- 普通銀行（ゆうちょ銀行[注釈 6]、日本政策投資銀行を含む）、外国銀行支店、長期信用銀行、農林中央金庫、信用協同組合（信用組合）、信用金庫、労働金庫、農業協同組合、漁業協同組合、水産加工業協同組合、商工組合中央金庫など（これらの金融機関の預金債務承継金融機関を含む）の預金[注釈 5]

休眠口座に関する訴訟提起が社会問題化する以前は、全銀協ガイドラインに従い、最終取引以降10年が経過して、預金者と連絡がとれない預金などについて失効扱いとしていた（全銀協非加盟の金融機関は、個別対応）。
訴訟提起が社会問題化した以降は、上記「金融機関の預金」については、公的証明書（本人確認書類や、相続に必要な書類）により預金者（やその相続人）である証明があれば、10年や20年などの期間を経過した預金であっても、原則として払い戻しに応じている。ただし、全銀協非加盟の金融機関は、個別対応の場合がある。また、一部の銀行では2年程度の休眠口座の一部に管理手数料を設定している。
さらに2018年（平成30年）1月1日に休眠預金活用法が施行され、一定の条件下の休眠口座は預金保険機構に管理が移行される事となった（後述）。

#### 預金保険機構管理下となる休眠口座預金
休眠預金活用法の施行により、以下の条件を全て満たす金融機関の預金等に関しては、預金等権利者の当該金融機関に対する預金債権を消滅させると同時に当該債権の管理を預金保険機構（機構）に移管すべき対象となる。
- 銀行法の銀行[注釈 11]（ゆうちょ銀行[注釈 6]を含む）[注釈 12]、信用金庫、信用協同組合（信用組合）、労働金庫、 商工組合中央金庫、農業協同組合、漁業協同組合、水産加工業協同組合、商工組合中央金庫、農林中央金庫の預金等であること
  - 「預金等」とは、普通預金・通常貯金、定期（性）預金、当座預金、別段預金、貯蓄預金、定期積金、相互掛金[注釈 13]、元本補填契約付金銭信託、保護預り金融債を言う。
  - 次のものは「預金等」に該当しない。
    - 外貨預金、2007年（平成19年）9月30日までに預け入れた定期性の郵便貯金（定額郵便貯金ほか）、マル優口座、譲渡性預金、保護預りなし金融債、財形貯蓄、仕組預金
- 最終異動日が2009年（平成21年）1月1日以降であり、かつ、最終異動日から10年間経過していること
  - 「異動」の詳細については上掲の項目参照のこと。

### 郵便貯金の場合

#### 1995年（平成7年）3月31日までの取扱
表題の期間において、10年間、入出金や諸届がない郵便貯金の口座については、口座の名義人宛住所に対し「口座の利用を求める通知書」を郵送した。さらに2ヶ月間入出金や諸届がない場合には、旧郵便貯金法の規定により貯金の債権が消滅し、国庫に帰属していた。地上戦を経験した沖縄県では通帳や原簿が焼失したり、受け取る権利のある者が全て死亡するなどの事情で支払い不能となった例が多数生じたことから、この資金を住宅供給という公益に使用するため1969年に「財団法人郵便貯金住宅等事業協会」が那覇市に設立され、那覇市古島等に団地が建設された。
なお、軍事郵便貯金および外地郵便貯金については、通知書を郵送して催告をする事が不能であることから、民法161条を準用して消滅時効の進行が停止している扱いとなり、債権は消滅しておらず、貯金原簿にも残っている。

#### 1995年（平成7年）4月1日から2007年（平成19年）9月30日までの通常郵便貯金、通常貯蓄貯金の取扱
表題の期間において、通常郵便貯金または通常貯蓄貯金につき、入出金や諸届がないまま10年を経過すると全額払戻請求だけ可能な貯金となっていた。また、口座の名義人宛住所に対し「満期日経過のご案内」を郵送していた。
さらに入出金や諸届がないまま20年を経過すると口座の名義人宛住所に対し「権利消滅のご案内（催告書）」を郵送していた。
郵送からさらに2ヶ月間出金、入出金や諸届がない場合には、旧郵便貯金法の規定により貯金の債権が消滅し、国庫に帰属していた。

#### 2007年（平成19年）9月30日までに預け入れた定期性の郵便貯金
表題のうち、以下に挙げる定期性の郵便貯金は、以下に挙げる日に満期日となる。
- 積立郵便貯金は、据置期間（積立期間）が経過した日
- 定額郵便貯金は、預入日から10年が経過した日
- 定期郵便貯金は、預入期間の末日
  - ただし、自動継続扱定期郵便貯金は、2007年（平成19年）10月1日以降に初めて到来する預入期間の末日
- 住宅積立郵便貯金は、据置期間（預入期間）の経過した日から2年が経過した日
- 教育積立郵便貯金は、据置期間（預入期間）の経過した日から4年が経過した日

これらの満期日を過ぎた定期性の郵便貯金は、満期日から出金、移替や諸届がないまま10年を経過すると全額払戻請求だけ可能な貯金となる。また、口座の名義人宛住所に対し「満期日経過のご案内」を郵送する。
さらに満期日から出金、移替や諸届がないまま20年を経過すると口座の名義人宛住所に対し「権利消滅のご案内（催告書）」を郵送する。
郵送からさらに2ヶ月間出金、移替や諸届がない場合には、旧郵便貯金法の規定により貯金の債権が消滅し、国庫に帰属する。
なお、これらの満期日を過ぎた定期性の郵便貯金を同一名義の通常貯金に移替えた以降は、上記は適用されない。
（理由）表題の定期性の郵便貯金は日本郵政公社存続時に預け入れられたものであり、それ以降にゆうちょ銀行において入出金や移替、諸届をしていない場合には、満期日の前後を問わず、ゆうちょ銀行には債権および管理が継承されていない。いっぽうこれらの貯金は日本郵政公社から郵便貯金簡易生命保険管理・郵便局ネットワーク支援機構（郵政管理・支援機構）に債権および管理が移管されている。前述の通り満期日等から20年2ヶ月を経過すると貯金の債権が消滅し、国庫に帰属する。

#### 2007年（平成19年）10月1日以降の通常郵便貯金、通常貯蓄貯金の取扱
表題の期間において、通常郵便貯金または通常貯蓄貯金は、原則として前述「金融機関の預金の場合」と同様の取扱となる。
通常郵便貯金または通常貯蓄貯金は、日本郵政公社から、ゆうちょ銀行へと債務および管理が継承されている。ただし、日本郵政公社時代から継続して入出金や諸届がないまま10年間経過して全額払戻請求だけ可能となった貯金、および定期性の貯金で満期日（前述）から出金、移替や諸届がないまま10年を経過して全額払戻請求だけ可能な貯金となった貯金については、払戻や通常貯金への移替がされていない場合には郵便貯金簡易生命保険管理・郵便局ネットワーク支援機構（郵政管理・支援機構）に債権および管理が移管されており、前述の通り満期日等から20年2ヶ月を経過すると貯金の債権が消滅し、国庫に帰属する。

## 休眠口座に関する制度

### 日本
休眠口座の取扱については、前述までを参照。日本国政府による休眠口座活用政策については、上掲の項目を参照。

### 連合王国
イギリスにおいては2008年協会口座設置法を制定施行、政府から独立した機関であるビッグソサイエティキャピタルによる社会的中間支援業者への投融資や宝くじを原資に支援活動を行う英国宝くじ基金などを通じて活用されている。

### 韓国
微笑金融中央財団などにより、貧困層へのマイクロファイナンス事業等を通じて活用されている。